# Хікарі Міцушіма
Хікарі Міцушіма (яп. 満島 ひかり, латиніз.: Mitsushima Hikari) - японська актриса, співачка і модель.  

## Кар'єра
Закінчила акторську школу на Окінаві. Музичну кар'єру розпочала у 1997 році як підліткова «ідол- співачка» в J-pop гуртах Folder та Folder 5. Того ж року дебютувала як акторка, зігравши роль Шіорі Учіура / Маленька дівчинка в кайдзю-фільмі «Відродження Мотри II». Її перша поява на телебаченні відбулася у 2005 році, коли вона зіграла Еллі у фільмі "Ультрамен Макс". Її кінокар'єра відновилася в ролі Саю Яґамі у трилері 2006 року "Зошит Смерті", екранізації одноіменної манги, а в 2008 році вона знялася в ролі Йоко Одзави у комедійно-драматичному фільмі "Викриття кохання" режисера Сіона Соно. Її гра у фільмі "Викриття коханням" привернула увагу критиків і принесла їй та її команді кілька нагород.
Відтоді Міцусіма зіграв головні ролі в численних фільмах і телевізійних драмах, зокрема у фільмі "Савако вирішує" 2010 року, сценарист і режисер Юя Ішіі.
Міцусіма час від часу записувала вокальні партії для японських поп-синглів. Вона була вокалісткою вигаданого гурту SRM у пісні Стефані "Pride ~A Part of Me~", заголовній пісні до японського драматичного фільму "Гордість" 2009 року. У 2017 році вона виконала вокальну партію у вигаданому гурті Doughnuts Hole у пісні "Otona no Okite", головній пісні телевізійної драми "Квартет", в якій вона зіграла роль Судзуме Себукі. Того ж року вона з'явилася як вокалістка в пісні Mondo Grosso "Labyrinth" і знялася в ролі танцівниці в музичному відео (понад 38 мільйонів переглядів на YouTube, станом на лютий 2024 року).

## Особисте життя
Її дід був італоамериканцем. 
25 жовтня 2010 року Міцусіма оголосила факсом через своє агентство, що вона зареєструвала свій шлюб із кінорежисером Юя Іші , пізніше вони розлучилися на початку 2016 року .17 травня 2016 року агентства Міцусіми та Кенто Нагаями спільно оголосили, що підтверджено їхні стосунки.

## Фільмографія

### Фільми
- Rebirth of Mothra II (1997) в ролі Shiori Uranai / Little girl
- Death Note (2006) в ролі Sayu Yagami
- Death Note 2: The Last Name (2006) в ролі Sayu Yagami
- Exte: Hair Extensions (2007) в ролі Yuriko Shiina
- Дівчина з Шаоліня (2008) в ролі Хікарі Такахаші
- Падіння привида (2008)
- Love Exposure (2008) в ролі Yōko
- Гордість (2009) в ролі Мо Мідорікава
- Обов'язково поділіться (2009) в ролі Школярка
- Чудовий світ капітана Кухіо (2009) в ролі Хару Ясуока
- Kakera: Частина нашого життя (2009) в ролі Haru
- Ресторан Рінко (2009)
- Sawako Decides (2010) в ролі Sawako
- Лиходій (2010)
- Hara-Kiri: Death of a Samurai (2011) в ролі Miho
- Замучений (2011) в ролі Kiriko
- Контрабандист (2011) в ролі Танума Чіхару
- Мотекі (2011)
- Хор ангелів (2012) в ролі  Manami
- Кінець літа (2013) в ролі Томоко
- Привіт! Джунічі (2014)
- Какекомі (2015) в ролі Огін
- One Piece Film: Gold (2016) в ролі Каріна (озвучка)
- Сліди гріха (2017) в ролі Міцуко
- Umibe no Sei to Shi (2017) в ролі Міхо Шімао
- Mary and the Witch's Flower (2017) в ролі The Red-Haired Witch (oзвучка)
- Список ковшів (2019)
- Ріверсайд Муколітта (2022) [11]
- Я Макімото (2022) в ролі Tōko Tsumori [12]
- Тан і я (2022) в ролі Emi [13]
- Остання миля (2024) як Erena Funado [14]

### Телебачення
- Ультрамен Макс (2005–2006) у ролі Еллі
- Dandori Musume (2006) в ролі Улала
- Beni no monshō (2006) в ролі Ayako (2006)
- Буроккорії (2007)
- Kaette kita jikō keisatsu (2007) в ролі Міцуйо
- Камен Райдер Ден-О (2007) в ролі Юка Савада
- Kekkon sagishi (2007)
- Шакін Каноджо (2008)
- Хітомі (2008) в ролі Джунко
- Закадуй останнє бажання (2008)
- Урамія хонпо перезавантаження (2009)
- IRIS (2009) /дубляж Кім Со Єн/
- Кривавий понеділок (манга) (2010) в ролі Risa Kurano / Lisa
- Tsuki no Koibito ~Moon Lovers~ (2010) в ролі Анзай Ріна
- Мотекі (2010) в ролі Накасіба Іцука
- Dazai Osamu tanpen shōsetsu shū 3 (2010)
- Sayonara Bokutachi no Youchien (2011, телефільм) у ролі Йосікі Марі
- Охісама (2011)
- Soredemo, Ikite yuku (2011) в ролі Futaba
- Кайтакушатачі (2012)
- Жінка (2013) в ролі Кохару
- Вакамоно Тачі (2014) в ролі Хікарі
- Гомен не Сейшун! (2014) в ролі Ліза
- Dokonjō Gaeru (2015) в ролі Pyonkichi (озвучка)
- Totto TV (2016) в ролі Тецуко Куроянагі
- Kidnap Tour (2016)
- Квартет (2017) в ролі Suzume
- Кангоку но Охімесама (2017) в ролі Футаба Вакай
- Mirai e no 10 Count (2022) в ролі Aoi Orihara
- Перше кохання (2022) в ролі Yae Noguchi [15]